# ニコラス・ヘンダースン
ジョン・ニコラス・ヘンダースン（John Nicholas Henderson、GCMG、KCVO、1919年4月1日 - 2009年3月16日）、英国の著名な外交官、作家である。1979年から1982年まで駐米大使を務めた。
ストウ・スクールとオックスフォード大学ハートフォード・カレッジで学んだ彼は、1946年に外務省に入省し、1963年に外務大臣の私設秘書に昇進した。その後、スペイン、ポーランド、ドイツ、及びフランス駐在の大使を務めた。1979年に引退したが、同年5月にマーガレット・サッチャーが首相に当選すると、ワシントン駐在の駐米大使として職務に復帰するよう彼女に請われ、1982年まで務めた。なお、サッチャーは当初エドワード・ヒース卿に就任を依頼したことが現在明らかになっているが、彼はこれを拒否した。
彼はワシントンで非常に人気があった。彼と妻メアリーは苦難の2期目にあったロナルド・レーガン大統領との間に親しい交友関係を築き、その特別な友好はレーガンとサッチャーとの友好へと発展した。
引退に際し、ヘンダースンは歴史に関するいくつかの本と外交官としての彼の経歴に関する手記（『マンダリン (Mandarin) 』）を書いた。彼は、チャンネル・トンネル・グループ、サザビーズ、ハンブローズ銀行など英国の主要企業数社の役員職にあった。また、チャールズ3世（当時皇太子）との間に緊密な関係があり、外務省引退後はウォーデン・オヴ・スタナリーズ卿となり、皇太子評議会（コーンウォール公爵領を管轄する組織）の議長を務めた。彼は、王室に対するこの貢献により、KCVOに叙された。1986年には、オックスフォード大学でロマーニズ・レクリャーを行った。
父のヒューバート・ダグラス・ヘンダースンは、著名な政治経済学者にしてオックスフォード大学の政治経済学ドラムンド教授職の保持者であった。母は、フェイス・マリオン・ジェイン・バジェナルであった。
1951年、ヘンダーソンはメアリー・バーバー（旧姓カワディアス。ギリシア出身。タイム＝ライフの元従軍記者）と結婚した。彼女は2004年に死去した。彼らの唯一の子であるアレグザンドラ・ニコレットは、第12代ドラハダ伯爵デリー・ムーアと結婚した。彼女はアレグザンドラ・ヘンダースンの名で、時事問題を専門に扱う、テレビ及びラジオのプロデューサーとなった。
彼は、私生活では「ニッコ (Nicko)」と呼ばれていた。

## 著書
- 『プリンツ・オイゲン (Prince Eugen of Savoy) 』（1966年） ISBN 1-84212-597-4
- 『北大西洋条約機構の誕生 (The Birth of NATO) 』（1982年）
- 『専用事務室 (The Private Office) 』（1984年）
- 『海峡とトンネル：英国と海外に関する覚書 (Channels and Tunnels: Reflections on Britain and Abroad) 』（1987年）
- 『外交的免責：原則、慣習、問題 (Diplomatic Immunity: Principles, Practices, Problems ) 』（共著、1989年）
- 『マンダリン (Mandarin, The Diary) 』（1994年）
- 『旧友と事例 (Old Friends and Other Instances) 』（2000年）
- 『専用事務室再訪 (The Private Office Revisited) 』（2001年）

## 大衆文化において
「ザ・フォークランズ・プレイ」（BBC、2002年。脚本：イアン・カーティス）は論争を醸したが、同作でジェレミー・クライドがヘンダースンを演じた。